# Археологический музей Амфиполиса
Археологи́ческий музе́й Амфи́полиса (греч. Αρχαιολογικό μουσείο Αμφίπολης) расположен в устье реки Стримон (Струма), в двух километрах от автострады 2 «Эгнатия» Салоники — Кавала, непосредственно на археологической площадке основанного в 437 году до н. э. древнего Амфиполиса в периферии Центральная Македония в Греции.

## Описание
Музей содержит много экспонатов связанных с историей и культурой Амфиполиса с архаического по византийский период истории Греции.
Музей находится в здании, строительство которого было завершено в 1995 году. Находки выставлены в хронологическом порядке и составляют следующие группы: доисторический период (экспонаты с горы Пангеон), архаический период (экспонаты с холма Каста и кладбища железного века Амфиполиса), классического и эллинистического периодов (экспонаты из архаического гимнасия, эллинистического кладбища, эллинистических зданий, и раскопок на площадке), римского периода (мозаики из зданий римского периода и находки раскопок на местном кладбище), раннехристианского периода (экспонаты из пяти раннехристианских базилик в Амфиполисе), и современной эпохи (экспонаты из часовни найденной в Неа-Амфиполисе).
Среди самых значительных экспонатов музея числятся печать и фигурки неолитического периода (6000-3000 год до н.э), золотые украшения с холма Каста в окрестностях Амфиполиса, фигурка танцора, танцующего танец Пирихиос (греческий военный танец), три статуи: Орест и Электра (II век до н. э.), женская фигура (IV век до н. э.), Афродита и Эрос (II век до н. э.), бюст местного божества Аттиса (I век до н. э.), сирена в полный рост рвущая на себе волосы и бьющая себя в грудь, серебряный ковчег с золотым венком, который был найден внутри него и золотым венком найденным в захоронении мужчины.
В экспозиции римского и византийского периодов находятся две погребальные росписи из римского здания и капитель с головой овцы вырезанной в рельефе.
На первом этаже располагаются находки из древнего Аргила (Ἄργιλος) и Эиона (Ἠϊών), гавани древнего Амфиполиса, вместе с стендами связанными с историей древнего Амфиполиса и окружающего региона.
При входе в музей, располагается переписка историков XVIII века касающаяся древнего Амфиполиса, вместе с фотографиями, раскопанного в 1913 году, льва Амфиполиса и его реставрации.
- Фрески
- Статуя сирены
- Первый этаж экспозиции
- Надгробная стела
- Погребальные росписи
- Серебряный ковчег
- Статуя Ореста и Электры